# Marie Quinton
Pour les articles homonymes, voir Quinton.
Marie Quinton est une aubergiste auvergnate, née le 14 juin 1854 à Royat, où elle est morte le 25 octobre 1933. On lui doit l'œuvre intitulée Le Journal de la Belle Meunière, recueil de souvenirs relatant notamment les amours clandestines du général Boulanger et de sa maîtresse Marguerite Brouzet.

## Biographie

### Jeunesse
La famille de Marie Quinton possède un modeste moulin sur les bords de la Tiretaine. Marie, surnommée « La Belle Meunière » d’après le lieu où elle vit avec sa famille, se marie à 18 ans avec un homme violent, dont elle divorce rapidement. 

### Rénover l'auberge familiale
En 1879, à la mort de son père, elle a 25 ans et entreprend, avec sa sœur et sa mère, de rénover les bâtiments familiaux, pour en faire une pension accueillant les curistes et les baigneurs des environs, mais surtout un restaurant et des salons particuliers. Elles la baptisent L’Auberge des Marronniers, et le lieu devient vite un endroit mondain recevant, en toute discrétion, des hommes illustres du monde entier et leurs maîtresses. L’arrivée du train à Royat en juin 1881 participe grandement à ce bouleversement économique et culturel.

### Dans les confidences d'amours clandestins
C'est dans cette auberge, sise à Royat près de Clermont-Ferrand, où a été affecté — pour l’éloigner de Paris — le général Boulanger, l'« Empereur des Amoureux », que ce dernier retrouve à partir de 1887 sa maîtresse, Marguerite, vicomtesse de Bonnemains, la « Dame aux œillets rouges ». Marie Quinton devient leur amie et la confidente de leur amour clandestin. Pour leur servir une cuisine raffinée, elle engage une cuisinière réputée : la mère Mesure. Elle les suit dans leur exil sur l'île de Jersey, à Londres, et pour finir à Bruxelles. Elle devait élever leur enfant illégitime et partir aux États-Unis avec eux mais ils meurent en 1891.
En 1895, Marie Quinton publie ses mémoires, extraits de son journal intime et de sa correspondance, qu’elle intitule Journal de la Belle Meunière, pour rappeler son surnom de jeunesse.
« De bonne heure, j’ai pris une habitude que personne ne m’a enseignée : écrire le journal de ma vie. Je lui ai confié, à ce cher journal, et à lui seul, toutes les angoisses ignorées de l’existence d’une pauvre femme… Cependant, une clarté est venue traverser quelques années de mon existence. Le hasard m’a fait approcher le général Boulanger à l’époque la plus passionnante de sa carrière. J’ai vu de près, comme je crois que personne n’a pu la voir, sa vie intime, toute pleine de l’amour surhumain qui l’a étreint jusqu’à l’étouffer. On ne cesse de me dire que ces choses sont devenues de l’Histoire et que je n’ai plus le droit de les garder pour moi. C’est bien. Je détache ces pages de mon livre… ».

### Une renommée sur tout le territoire

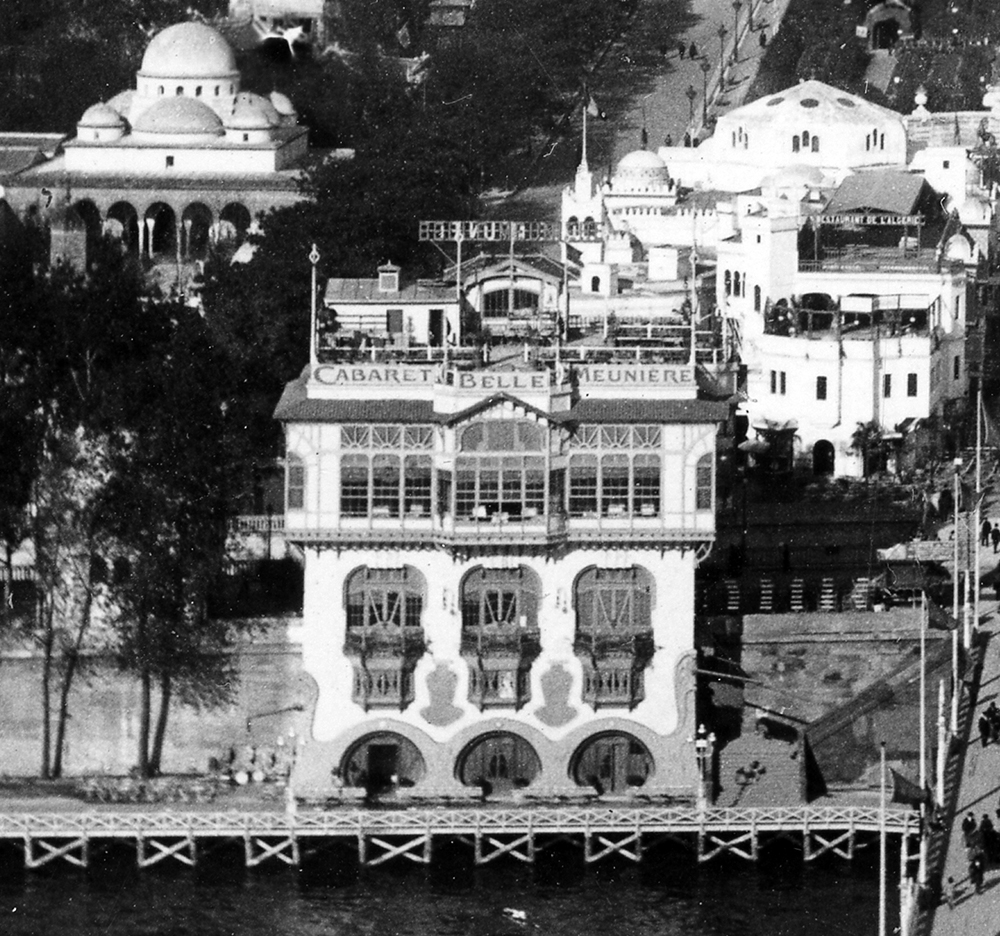
Vue aérienne sur le cabaret Belle Meunière (1900).

Le Journal de la Belle Meunière, le général Boulanger et son amie est réédité quarante-deux fois de son vivant, ce qui lui valut une grande notoriété. Lors de l'Exposition universelle de 1900 (Paris), on installa même au pied du palais du Trocadéro, le cabaret Belle Meunière, de style Art nouveau, construit par le concessionnaire M. Tronchet. On fit des chars au carnaval de Nice comme celui de 1909, sans oublier la pièce de théâtre sur le général Boulanger, de Maurice Rostand donnée théâtre de la Porte-Saint-Martin à Paris en 1931, dont Marie Quinton est la narratrice. Elle investit également le Grand Hôtel Nice Palace, ainsi que son restaurant au palais Donadéï et son hôtel particulier (actuellement, Hôtel Belle Meunière à Nice).

## Œuvres
- Journal de la Belle Meunière, Paris, Dentu, 1895 lire en ligne sur Gallica.
- Le Coq au vin : historiette gastronomique, [s.l.], Imp. Schiffer, 1898.
- La Truite au bleu : historiette gastronomique, [s.l.], Imp. Schiffer, [189.-19..]

## Sur les autres projets Wikimedia
- Marie Quinton, sur Wikimedia Commons.
- Marie Quinton, sur Wikiquote.